# Аарон П'єр (актор)
Аарон Стоун П'єр (нар. 7 червня 1994) — англійський актор. Після навчання в Лондонській академії музики та драматичного мистецтва П'єр отримав визнання за роль Дев-Ема в науково-фантастичному серіалі «Криптон» (2018—2019). Відтоді він знявся в драматичному міні-серіалі «Підземна залізниця» (2021) і трилерах «Час» (2021) і «Ребел-Ридж» (2024). Також у 2024 році він зіграв Малколма Ікса в міні-серіалі «Геній» і озвучив Муфасу в мультфільмі «Муфаса: Король Лев».

## Раннє життя
П'єр народився 7 червня 1994 року в Кройдоні, Великий Лондон. Він має ямайське походження, Кюрасаоське та Сьєрра-Леонське походження.
У дитинстві він займався легкою атлетикою та спринтом, а в підлітковому віці зацікавився акторською майстерністю. Після переїзду він приєднався до Croydon Young People's Theatre (CRYPT). Він вивчав виконавчі мистецтва в коледжі Льюїшема а потім продовжив навчання в Торонто та в Лондонській академії музичного та драматичного мистецтва, яку закінчив у 2016 році.

## Кар'єра
П'єр з'явився у 2 епізодах серіалу BBC One «The A Word» та зіграв римського солдата Антонія в першому сезоні серіалу Sky Atlantic «Британія». У 2018 році він почав грати роль Дев-Ема в серіалі SyFy «Krypton». Того ж року П'єр зіграв роль Касіо в «Отелло» в Шекспірівському «Глобусі». За свою гру він отримав премію Іана Чарлсона. Він зіграв короля поруч із Ленні Генрі в постановці «Король Хедлі II» в Театрі Royal Stratford East у 2019 році.
Американський режисер Баррі Дженкінс побачив П'єра в «Отелло» і після цього надіслав йому повідомлення, запросивши на прослуховування для свого нового серіалу. П'єр отримав роль Цезаря у фільмі «Підземна залізниця», який вийшов на Amazon Prime в травні 2021 року. У липні 2021 року П'єр з'явився в ролі Мід-Сайзд Седана/Брендана у фільмі М. Найт Шямалана «Час».
У серпні 2021 року повідомлялося, що П'єр знову зіграє з Баррі Дженкінсом у ролі молодого Муфаси у фільмі «Король Лев».
У жовтні 2021 року, після того, як Джон Боєга пішов у відставку за сімейних обставин, П'єр зіграв у фільмі Джеремі Солньєра «Ребел-Ридж», який вийшов на Netflix у 2024 році. У 2021 році він знявся у фільмі «Ворог», адаптації однойменного роману іайна Ріда.
У лютому 2022 року П'єр приєднався до акторського складу майбутнього фільму про супергероїв «Блейд», який є частиною кіновсесвіту Marvel і має вийти 7 листопада 2025 року. Однак у березні 2024 року він був звільнений від участі в проекті через переробки сценарію.
Він отримав премію за найкращу роль другого плану у фільмі на 11-й церемонії Canadian Screen Awards у 2023 році за роль Френсіса у фільмі «Брат».
У жовтні 2024 року П'єр був затверджений на роль Джона Стюарта/Зеленого ліхтаря в телесеріалі «Ліхтарі» студії DC.

## Фільмографія
| Рік       |    | Українська назва           | Оригінальна назва        | Роль                              |
| --------- | -- | -------------------------- | ------------------------ | --------------------------------- |
| 2017      | с  | Головний підозрюваний 1973 | Prime Suspect 1973       | Терренс О'Дансі                   |
| 2017      | с  | Слово А                    | The A Word               | Джеймс Торн                       |
| 2018      | с  | Британія                   | Britannia                | Антоній                           |
| 2018—2019 | с  | Криптон                    | Krypton                  | Дев-Ем                            |
| 2021      | ф  | Час                        | Old                      | Середньорозмірний седан / Брендан |
| 2021      | с  | Підземна залізниця         | The Underground Railroad | Цезар                             |
| 2022      | ф  | Брат                       | Brother                  | Франциск                          |
| 2023      | ф  | Ворог                      | Foe                      | Терранс                           |
| 2024      | ф  | Ребел-Ридж                 | Rebel Ridge              | Террі Річмонд                     |
| 2024      | мф | Муфаса: Король Лев         | Mufasa: The Lion King    | Муфаса                            |
| 2024      | с  | Геній                      | Genius                   | Малколм Ікс                       |
| 2025      | с  | Ранкове шоу                | The Morning Show         | Майлз                             |
| 2026      | с  | Ліхтарі                    | Lanterns                 | Джон Стюарт                       |

## Театр
| рік      | Назва           | роль   | Примітки                           |
| -------- | --------------- | ------ | ---------------------------------- |
| 2018 рік | Отелло          | Кассіо | Театр «Глобус», Лондон             |
| 2019 рік | Король Хедлі II | Король | Театр Royal Stratford East, Лондон |

## Нагороди та номінації
| рік      | Нагорода             | Категорія                            | Робота | Результат | Ref.   |
| -------- | -------------------- | ------------------------------------ | ------ | --------- | ------ |
| 2018 рік | Премія Яна Чарльзона | Премія Яна Чарльзона                 | Отелло | Номінація | [ 27 ] |
| 2023 рік | Канадська кінопремія | Найкраща роль другого плану у фільмі | Брат   | Перемога  |        |